# Esomus metallicus
Esomus metallicus è un pesce d'acqua dolce e salmastra appartenente alla famiglia Cyprinidae.

## Distribuzione e habitat
Questa specie è diffusa nel Sudest asiatico, nei bacini idrografici dei fiumi Mekong, Salween e Chao Phraya. Predilige acque molto calme, preferendo aree a inondazione stagionale come risaie, canali, aree forestali soggette a inondazioni regolari.

## Descrizione
Presenta un corpo snello e sottile, piuttosto allungato, poco compresso ai fianchi. Le pinne sono piccole e trapezoidali, la dorsale e l'anale sono molto arretrate, opposte e simmetriche, vicine alla pinna caudale. Dalla bocca partono due finissimi barbigli, lunghi oltre la metà del corpo. La livrea vede un corpo semitrasparente, con fondo giallastro e riflessi argentei, mentre il ventre è bianco argenteo. Dall'opercolo branchiale partono due sottili linee orizzontali, oro e nero, che arrivano fino alla radice della coda. Le pinne sono trasparenti. 

Raggiunge una lunghezza massima di 7,5 cm.

## Riproduzione
Sono pesci ovipari. Non effettuano cure parentali.

## Alimentazione
E. metallicus si nutre di zooplancton, larve e insetti terrestri e acquatici.

## Pesca
Viene pescato per l'alimentazione umana: è utilizzato soprattutto per il Prahok (piatto cambogiano a base di pasta di pesce fermentato).